# José Joel González
José Joel „Chicharo” González Sandoval (ur. 27 stycznia 1979 w mieście Meksyk) – meksykański piłkarz występujący na pozycji defensywnego pomocnika, reprezentant Meksyku.